# Eishockey Club Frauenfeld
Le Eishockey Club Frauenfeld est un club de hockey sur glace de Frauenfeld en Suisse. Il évolue en MySports League, troisième échelon suisse.

## Historique
Fondé en 1946, le EHC Frauenfeld joue ses premières rencontres lors d’un tournoi amical contre le EHC Lustdorf et le EHC Strass, à la patinoire Aumühle, le 27 janvier de la même année.
En 1974, le EHC Frauenfeld obtient sa première promotion en 1re Ligue, plus haute division amateur à l’époque. Il s'ensuit une décennie d’alternance entre la 1re et la 2e ligue mais, à la suite de la relégation de 1985, le club reste en 2e Ligue jusqu’en 1996.
En 1989, le EHC Frauenfeld, le EHC Kreuzlingen et le EHC Weinfelden s'associent pour créer le HC Thurgovie avec l’ambition de développer une équipe pouvant évoluer au niveau professionnel.
Après la promotion en 1re ligue en 1996, des problèmes financiers freinent le développement du hockey dans l'ensemble de la Thurgovie. Malgré cette période difficile, le EHC Frauenfeld se maintient dans le milieu du classement et en 2009 réussit à décrocher son premier titre de champion de Suisse amateur,.
Lorsqu’en 2017 la ligue est réformée pour fonder la MySports League et ainsi créer un troisième échelon national plus compétitif, le EHC Frauenfeld n'intègre pas la nouvelle structure, malgré avoir été finaliste des play-offs de son groupe régional.
L’équipe reste en 1re Ligue, devenue la quatrième division, jusqu'en 2022. À l'issue de cette saison, les thurgoviens défont les jurassiens du HC Franches -Montagnes en finale et gagnent le titre dans leur division. Les instances de la ligue accordent aux deux finalistes la promotion MyHockey League (anciennement MySports League).

## Patinoire
De 1946 à 1954, le EHC Frauenfeld joue ses rencontres sur le champ de glace du lieu-dit Aumühle, puis sur celui de Talbach de 1954 à 1967. Ces deux installations n’étaient utilisables que par temps froid, étant essentiellement des terrains aplanis sur lesquels on versait de l’eau pour créer un champ de glace.
De 1967 à 1971, le club s’exile à Uzwil où se trouve une patinoire artificielle permettant une meilleure tenue des matchs.
En 1972 est inaugurée la patinoire de Frauenfeld (KEB Frauenfeld) dans le quartier de Kurzdorf. Cette structure sera rénovée en 1995, année de la construction d’une véritable arène de hockey.
Une légende urbaine circule depuis la construction de l'arène. Le terrain de jeu serait un mètre trop court pour une homologation dans les deux ligues professionnelles de Suisse. Si cette légende est démentie par les dirigeants du EHC Frauenfeld ainsi que par la direction de la KEB Frauenfeld, elle reste ancrée dans le folklore local.

## Palmarès
- 2ème Ligue
  - Champion en 1973-1974[réf. nécessaire]
  - Champion en 1995-1996[9]
  - Champion en 2021-2022[10]
- 1re Ligue
  - Champion en 2008-2009[11]

## Effectif
| No    | Nom                | Nat. | Position  | Arrivée                           |
| ----- | ------------------ | ---- | --------- | --------------------------------- |
| +001, | Gian-Marco Bamert  |      | Gardien   | 2023 - EHC Bülach                 |
| +097, | Tim Baumann        |      | Gardien   | 2022 - SCL Tigers                 |
| +040, | Daniel Styger      |      | Gardien   | 2009 - EHC Bassersdorf            |
| +034, | Nico Engler        |      | Défenseur | 2023 - EHC Winterthour            |
| +024, | Nik Holstein       |      | Défenseur | 2022 - EHC Arosa                  |
| +041, | Louis Hungerbühler |      | Défenseur | 2023 - HC Davos U20               |
| +055, | Claude Schnetzer   |      | Défenseur | 2022 - EHC Chur                   |
| +019, | Yannick Wegmann    |      | Défenseur | 2022 - EHC Winterthour U20        |
| +077, | Lars Wegmann       |      | Défenseur | 2022 - EHC Kloten U20             |
| +086, | Severin Karrer     |      | Défenseur | 2023 (prêt) - HC Thurgau          |
| +095, | Luke Mätzener      |      | Défenseur | 2023 (prêt) - EHC Kloten U20      |
| +093, | Livio Stiffler     |      | Défenseur | 2023 (prêt) - EHC Winterthour U20 |
| +011, | Sadin Basic        |      | Attaquant | 2023 - SCRJ Lakers U20            |
| +017, | Nico Crameri       |      | Attaquant | 2022 - EHC St.Moritz              |
| +089, | Kent Daneel        |      | Attaquant | 2022 - Hockey Huttwil             |
| +026, | Cyrill Fehr        |      | Attaquant | 2023 - GCK Lions U20              |
| +014, | Pascal Gemperli    |      | Attaquant | 2018 - EHC Chur                   |
| +012, | Tom Gerber         |      | Attaquant | 2022 - EHC Winterthour            |
| +016, | Oskar Lattner      |      | Attaquant | 2016 - PIKES EHC Oberthurgau      |
| +091, | Sandro Meier       |      | Attaquant | 2022 - EC Wil                     |
| +028, | Joel Moser         |      | Attaquant | 2023 - EC Wil                     |
| +029, | Fabian Moser       |      | Attaquant | 2022 - EHC Chur                   |
| +021, | Andrej Schläppi    |      | Attaquant | 2018 - PIKES EHC Oberthurgau      |
| +027, | Dario Tannò        |      | Attaquant | 2023 - HC Davos U20               |
| +037, | Joel Weiss         |      | Attaquant | 2022 - EHC Winterthour U20        |
| +008, | Adrian Wetli       |      | Attaquant | 2023 - Agent libre                |
| +013, | Natanaël Wey       |      | Attaquant | 2023 - HC Thurgau U20             |
| +064, | Jan Zwissler       |      | Attaquant | 2022 - EHC Winterthour            |
| +095, | Fabio Bai          |      | Attaquant | 2023 (prêt) - EHC Kloten U20      |
| +094, | Justin Salamin     |      | Attaquant | 2023 (prêt) - HC Thurgau          |
| +093, | Noel Berner        |      | Attaquant | 2023 (prêt) - GCK Lions U20       |
| +095, | Levi Feurer        |      | Attaquant | 2023 (prêt) - GCK Lions U20       |
| +094, | Frédéric Jolliet   |      | Attaquant | 2023 (prêt) - HC Thurgau          |
| +094, | Rémy von Allmen    |      | Attaquant | 2023 (prêt) - HC Thurgau          |